# 難波利三
難波 利三（なんば としぞう、男性、1936年9月25日 - ）は、日本の小説家。日本文芸家協会、日本ペンクラブ、各会員。堺市南区在住。

## 略歴
島根県邇摩郡温泉津町（現・大田市）の宮大工の家に生まれる。苦学して、1960年 関西外国語大学英米語学科中退。
大阪で流しのギター弾きをする。プラスチック業界新聞に勤務。病気に倒れ結核で療養所にいた時、「小説新潮」の懸賞に2度入選（1964年の「夏の終わる日」等）。1965年退院すると、英語塾を開く傍ら、本格的に書き始める。
1970年からオール読物新人賞に応募し、「地虫」で1972年受賞、同作で直木賞候補となる。「雑魚の棲む路地」で同候補。1974年「イルティッシュ号の来た日」、1975年「天を突く喇叭」、1978年「大坂希望館」と、五回直木賞候補となる。
黒岩重吾に半ば師事し官能小説などを書いていたが、戦前戦後の大阪市西成区山王を舞台に下積みの芸人たちを描いた『てんのじ村』で1984年に直木賞を受賞してからは、上方演芸の世界を描く作家として知られるようになった。
1988年に大阪市教育委員に就任後は、居住地である大阪を中心に、行政が行なう各種行事の委員に選ばれるなど（なにわ大賞選考委員長、大阪女性基金プリムラ大賞選考委員 他）、文化人的な活動に移った。

## 受賞・役職
- 1964年、「夏の終わる日」で小説新潮新人賞
- 1972年、「地虫」でオール讀物新人賞。
- 1984年、「てんのじ村」で第91回直木賞。
- 1998年、第33回大阪市市民表彰（文化功労部門）。
- 1988年　大阪市教育委員（～1992年）[2]
- 1999年10月　大阪市立クラフトパーク館長[2]
- 1999年、温泉津町名誉町民（合併により現・大田市名誉市民）[4]。同地では2000年度より難波利三・ふるさと文芸賞を主催している。
- 2000年05月　堺市文化振興財団理事長[2]
- 2006年、大阪芸術賞。文芸（小説）分野[5]。
- 2012年より、泉大津市オリアム随筆賞選考委員。
- 心斎橋大学（藤本義一が創設した作家養成スクール）講師。

## 著書
- 『アスファルト忍者 陶酔編』スポーツニッポン新聞社 1976
- 『どぶねずみの巣』スポーツニッポン新聞社 1976
- 『アスファルト忍者 恍惚編』スポーツニッポン新聞社 1977
- 『大阪希望館』光風社書店 1978
- 『走れ!どんこ岩 日本海海戦と人力車』教学研究社 1978
- 『覗く』実業之日本社(ジョイ・ノベルス) 1979
- 『狩る』実業之日本社(ジョイ・ノベルス) 1980
- 『穴 競馬官能長編小説』実業之日本社(ジョイ・ノベルス) 1980
- 『される 青春官能小説集』実業之日本社(ジョイ・ノベルス) 1981
- 『天皇の座布団』実業之日本社 1982　のち文春文庫(短編集)
- 『視る』有楽出版社 1982
- 『同棲ごっこ』双葉ロマンス 1982 「獣の宴」文庫
- 『まかしてんか 長篇官能小説』徳間書店 1982
- 『火の女』実業之日本社(ジョイ・ノベルス) 1983
- 『女子高生誘拐ゲーム』中央公論社(C novels) 1983　のちケイブンシャ文庫
- 『てんのじ村』実業之日本社 1984　のち文春文庫
- 『誘惑の海を渡れ』有楽出版社 1984
- 『貴族たちの祭り』有楽出版社 1984
- 『イルティッシュ号の来た日』文藝春秋 1984
- 『漫才ブルース』フタバノベルス 1984　のち文庫
- 『通天閣夜情』桃園書房 1984　のち徳間文庫
- 『路地裏の神様たち』勁文社文庫 1984
- 『雑魚の棲む路地』集英社文庫 1984
- 『人情キツネ色』実業之日本社 1985
- 『大阪笑人物語』新潮社 1985
- 『やたけた奴』実業之日本社 1985
- 『トロピカル殺人in沖縄』中央公論社(C・novels) 1986
- 『浪花裏町人情通り』徳間書店 1986　のち文庫
- 『TVロケ殺人事件』フタバノベルス 1986 「天城越え殺人行」文庫
- 『舞台の恋人』中央公論社 1987
- 『潮騒の殺意』祥伝社(ノン・ポシェット) 1988
- 『小説吉本興業』文藝春秋 1988　のち文庫
- 『華やかな葬礼』フタバノベルス 1988
- 『ナイスちょっとで殺人を』フタバノベルス 1989
- 『どてらい刑事』トクマ・ノベルズ 1989
- 『それ行け!OB課長』光文社(カッパ・ノベルス) 1989
- 『しあわせ買受人 なにわ新商売』実業之日本社 1990
- 『グリーン狂騒曲 たかがゴルフの物語』広済堂出版 1990
- 『逆光の街』ファラオ企画 1990
- 『猫はもちろん猫だけど』JDC 1992
- 『芸人同穴』実業之日本社 1993
- 『俺の出番や』文藝春秋 1994
- 『芸人横丁花舞台』実業之日本社 1994
- 『草暖簾』実業之日本社 1996
- 『ゴルフ人生喜怒哀楽』英伝社 2001
- 『難波利三私の大阪散歩』山と溪谷社(歩く旅シリーズ) 2002
- 『奇芸人がゆく』たる出版 2008
- 『石見小説集』山陰中央新報社 2010

## テレビ出演
- 探偵!ナイトスクープ※顧問として出演